# Saint-Bauzille-de-Putois
Saint-Bauzille-de-Putois település Franciaországban, Hérault megyében. Lakosainak száma 1839 fő (2022. január 1.). Saint-Bauzille-de-Putois Agonès, Brissac, Ferrières-les-Verreries, Laroque, Montoulieu és Moulès-et-Baucels községekkel határos.

## Népesség
A település népessége az elmúlt években az alábbi módon változott:
| Lakosok száma | 1341 | 1108 | 1021 | 1354 | 1861 | 1953 | 1977 | 2001 | 2014 | 1839 |
|               | 1968 | 1982 | 1990 | 2006 | 2013 | 2015 | 2017 | 2019 | 2020 | 2022 |